# Ready or Not (Fugees-Lied)
Ready or Not (englisch für „Bereit oder nicht“) ist ein Lied der US-amerikanischen Hip-Hop-Gruppe Fugees. Der Song erschien am 13. Februar 1996 auf ihrem zweiten Studioalbum The Score und wurde am 29. August 1996 als dritte Single aus diesem veröffentlicht.

## Inhalt
| Liedteil   | Künstler    |
| Refrain    | Lauryn Hill |
| 1. Strophe | Wyclef Jean |
| 2. Strophe | Lauryn Hill |
| 3. Strophe | Pras Michel |

Ready or Not enthält Elemente des Gangsta- und Battle-Raps, wobei Wyclef Jean, Lauryn Hill und Pras Michel jeweils aus der Perspektive des lyrischen Ichs rappen. So handelt Wyclef Jeans Strophe von Waffen, Gefängnis, Geld und Überfällen, während Lauryn Hill über unbestimmte Gegner herzieht und Pras Michel aus Guantanamo Bay flüchtet.

“Ready or not, here I come, you can’t hide

Gonna find you and take it slowly

Ready or not (Uh-huh), here I come, you can’t hide

Gonna find you and make you want me”

## Produktion
Das Lied wurde von den Fugees-Mitgliedern Wyclef Jean, Lauryn Hill und Pras Michel zusammen mit dem Musikproduzenten Jerry Duplessis produziert. Dabei verwendeten sie Samples der Stücke Boadicea von Enya und Ready or Not, Here I Come (Can’t Hide from Love) von The Delfonics. Als Autoren sind neben den drei Fugees auch William Hart, Thom Bell, Enya, Nicky Ryan und Roma Ryan angegeben.

## Musikvideo
Bei dem zu Ready or Not gedrehten Musikvideo führte Marcus Nispel Regie. Es verzeichnet auf YouTube über 242 Millionen Aufrufe (Stand: Mai 2024) und zählt mit einem Budget von 1,3 Millionen US-Dollar zu den teuersten Hip-Hop-Videos der Geschichte. Das Video ist im Stil eines Actionfilms gehalten und zeigt die drei Fugees im Kampf gegen eine feindliche Macht. Zu Beginn sind Helikopter über dem Meer zu sehen, die Pras Michel, der auf einem Jetski fährt, verfolgen und beschießen. Anschließend befinden sich die drei Fugees in einem U-Boot unter dem Meeresspiegel, wo Lauryn Hill den Song singt. Weitere Szenen zeigen die Fugees auf der Flucht vor den Angreifern sowie Wyclef Jean in einem Gefängnis, wo er von einem Wärter misshandelt wird. Zudem sind Verfolgungsjagden auf Motorrädern und Schießereien zu sehen. Am Ende springen die drei von einer Brücke ins Meer, wo sie mit Tauchern kämpfen und schließlich das U-Boot als Versteck erreichen.

## Single

### Covergestaltung
Die Single wurde mit zwei verschiedenen Covern veröffentlicht. Das erste Singlecover zeigt die Fugees-Mitglieder Pras Michel, Lauryn Hill und Wyclef Jean, die lässig vor einem Gebäude stehen. Im Vordergrund befinden sich die Schriftzüge Fugees in Orange und Ready or Not in Weiß. Auf dem zweiten Cover sind die drei Musiker sitzend zu sehen, wobei Wyclef Jean den Betrachter ernst anblickt. Die Schriftzüge Fugees in Orange und Ready or Not in Weiß stehen ebenfalls im Vordergrund.

### Titellisten
Single 1
1. Ready or Not (LP Version) – 3:47
2. Ready or Not (Salaam’s Ready for the Show Remix) – 4:24
3. Ready or Not (Handel’s Yaard Vibe Mix) – 4:41
4. The Score – 5:02

Single 2
1. Ready or Not (LP Version) – 3:47
2. Killing Me Softly (Live Version) – 4:36
3. Freestyle (From Radio 1 Performance) – 4:59
4. Blame It on the Sun (From Radio 1 Performance) – 5:45

### Chartplatzierungen
Ready or Not stieg am 16. September 1996 auf Platz 19 in die deutschen Singlecharts ein und erreichte vier Wochen später mit Rang acht die höchste Position. Insgesamt hielt sich der Song 15 Wochen lang in den Top 100, davon fünf Wochen in den Top 10. Besonders erfolgreich war die Single im Vereinigten Königreich, wo sie die Chartspitze belegte. Weitere Top-10-Platzierungen gelangen unter anderem in Finnland, Schweden, Belgien, Norwegen und Neuseeland. In den deutschen Single-Jahrescharts 1996 erreichte das Lied Rang 54.
| ChartsChartplatzierungen     | Höchstplatzierung | Wochen |
| ---------------------------- | ----------------- | ------ |
| Deutschland (GfK)            | 8 (15 Wo.)        | 15     |
| Österreich (Ö3)              | 17 (12 Wo.)       | 12     |
| Schweiz (IFPI)               | 23 (10 Wo.)       | 10     |
| Vereinigtes Königreich (OCC) | 1 (15 Wo.)        | 15     |

| ChartsJahrescharts (1996)    | Platzierung |
| ---------------------------- | ----------- |
| Deutschland (GfK)            | 54          |
| Vereinigtes Königreich (OCC) | 22          |

### Auszeichnungen für Musikverkäufe
Ready or Not erhielt im Jahr 2023 in Deutschland für mehr als 250.000 verkaufte Einheiten eine Goldene Schallplatte. In den Vereinigten Staaten wurde es 2021 für über eine Million Verkäufe mit einer Platin-Schallplatte ausgezeichnet. Zudem erhielt die Single 2024 im Vereinigten Königreich für mehr als 1,2 Millionen verkaufte Exemplare Doppelplatin.

| Land/Region                  | Auszeichnungen für Musikverkäufe (Land/Region, Auszeichnung, Verkäufe) | Verkäufe  |
| ---------------------------- | ---------------------------------------------------------------------- | --------- |
| Dänemark (IFPI)              | Gold                                                                   | 45.000    |
| Deutschland (BVMI)           | Gold                                                                   | 250.000   |
| Italien (FIMI)               | Gold                                                                   | 50.000    |
| Neuseeland (RMNZ)            | Platin                                                                 | 30.000    |
| Vereinigte Staaten (RIAA)    | Platin                                                                 | 1.000.000 |
| Vereinigtes Königreich (BPI) | 2× Platin                                                              | 1.200.000 |
| Insgesamt                    | 3× Gold · 4× Platin ·                                                  | 2.575.000 |